# Суперкубок Ємену з футболу 2008
Суперкубок Ємену з футболу 2008  — 2-й розіграш турніру. Матч відбувся 2 листопада 2008 року між чемпіоном Ємену і володарем Кубка Президента Ємену клубом Аль-Гіляль Аль-Сагілі та віце-чемпіоном Ємену клубом Аль-Аглі (Сана).
| Володар Суперкубка Ємену 2008 |
| ----------------------------- |
|                               |
| Аль-Аглі (Сана) Другий титул  |

## Матч

### Деталі
| 2 листопада 2008 15:15 (EEST) |

| Аль-Гіляль Аль-Сагілі | 2:2 пен. 2:4 | Аль-Аглі (Сана) |
| --------------------- | ------------ | --------------- |
|                       |              |                 |

|  |